# لیوینگستون (گواتمالا)
لیوینگستون (به اسپانیایی: Livingston) یک منطقهٔ مسکونی در گواتمالا است که در Izabal Department واقع شده‌است.